# Grand Quayrat
Grand Quayrat – szczyt w Pirenejach. Leży w południowej Francji, w departamencie Górna Garonna, przy granicy z Hiszpanią. Należy do podgrupy "Luchon" w Pirenejach Centralnych.
Pierwszego wejścia dokonał Reboul w 1789 r.